# Слівники (гміна Паженчев)
Слівники (пол. Śliwniki) — село в Польщі, у гміні Паженчев Зґерського повіту Лодзинського воєводства.
Населення — 225 осіб (2011).
У 1975-1998 роках село належало до Лодзинського воєводства.

## Демографія
Демографічна структура станом на 31 березня 2011 року:
|          | Загалом | Допрацездатний вік | Працездатний вік | Постпрацездатний вік |
| -------- | ------- | ------------------ | ---------------- | -------------------- |
| Чоловіки | 114     | 21                 | 77               | 16                   |
| Жінки    | 111     | 24                 | 53               | 34                   |
| Разом    | 225     | 45                 | 130              | 50                   |